# Texas Medical Center
Il Texas Medical Center è un insieme di cliniche, ospedali, laboratori di ricerca e scuole di medicina situato a Houston, in Texas. È considerato il più grande centro di medicina del mondo. Comprende 45 istituzioni, tra cui: 
- 13 ospedali e cliniche
- 2 centri specializzati
- 2 scuole di medicina
- 4 scuole di puericoltura
- alcune scuole di odontoiatria, salute pubblica e farmacia.

Ogni anno riceve più di cinque milioni di pazienti, tra cui decine di migliaia di stranieri. Nel 2006 lavoravano in questa struttura oltre 75.000 persone, tra cui 4000 medici.